# Keijcyoidea infralittoralis
Keijcyoidea infralittoralis is een mosselkreeftjessoort uit de familie van de Cytherellidae. De wetenschappelijke naam van de soort is voor het eerst geldig gepubliceerd in 2006 door Tsukagoshi, Okada & Horne.